# Bobone (cráter)

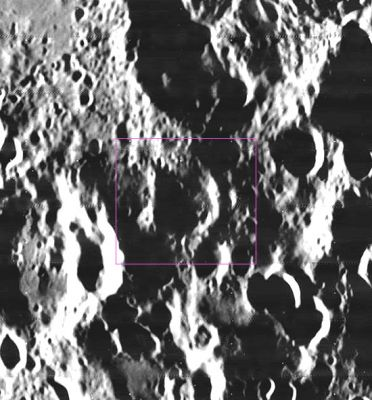
Fotografía de la misión Lunar Reconnaissance Orbiter

Bobone es una antigua formación, un cráter de impacto muy erosionado que se encuentra en la cara oculta de la Luna. Poco queda de la formación del cráter original, dejando solo una depresión en forma de cuenco en la superficie llena de las marcas de pequeños cráteres.
Se inserta en el borde suroeste del gran cráter satélite Kovalevskaya Q, que tiene su borde nordeste superpuesto al propio cráter Kovalevskaya. Al oeste-suroeste se halla el cráter Bronk.